# شتوتغارت 21

خريطة المشروع

شتوتغارت 21 هو مشروع للسكك الحديدية والتنمية الحضرية في شتوتغارت، ألمانيا، وقد أعلن المشروع رسميا في أبريل 1994 وبدأت أعمال التشييد في 2 فبراير 2010.
في مارس 2013، يقدر مجموع التكاليف رسميا بمبلغ 5,6 مليار يورو، وتقدر التقديرات السابقة ب 4,5 بليون مليار في عام 2009 أثار المشروع جدلا واسعا بما في ذلك التكاليف والمنافع النسبية، والشواغل الجيولوجية والبيئية، فضلا عن قضايا الأداء، التاريخ المتوقع لبدء التشغيل في عام 2021 (تقدير عام 2017)  مع تقدير أولي لعام 2019 (تم إجراؤه في عام 2010)

## المشروع

تخطيط المسار الرئيسي المستقبلي لمحطة السكك الحديدية الرئيسية

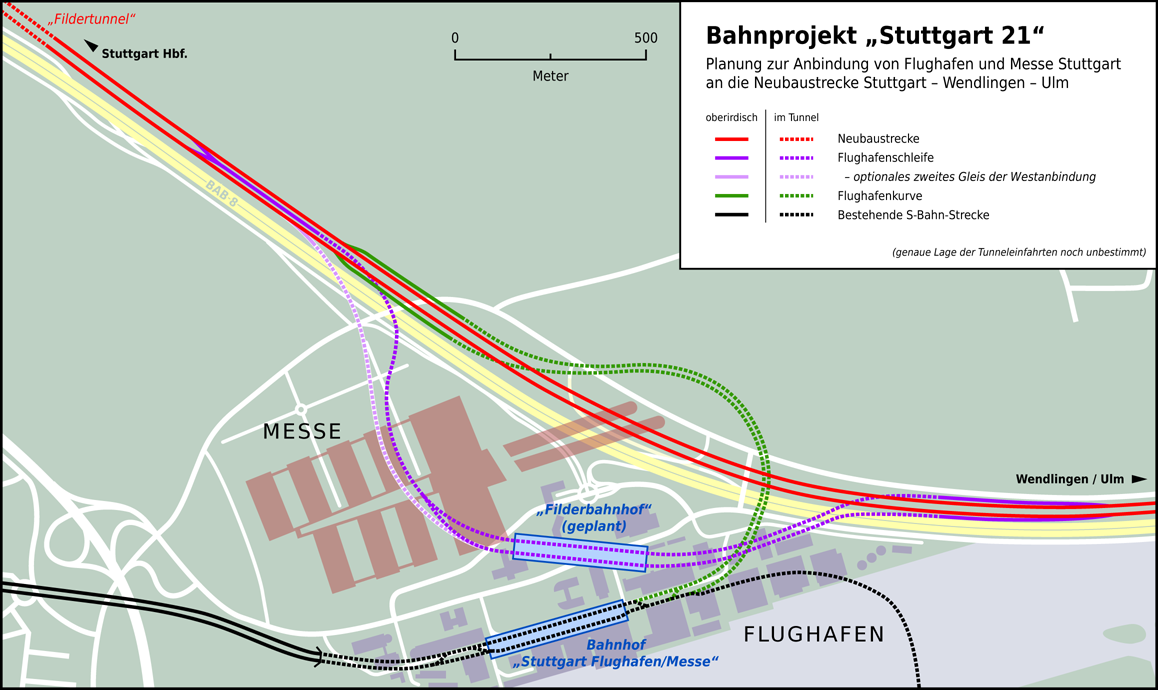
مطار شتوتغارت وأرض مستوية كل من المحطة الحالية والجديدة هي أن تكون متصلة مع خط شتوتغارت - وندلينجن عالية السرعة (الأحمر)

يحاول هذا المشروع الجمع بين خطط الوصلات عالية السرعة من شتوتغارت ومدن أخرى مع تحسين البنية التحتية المحلية واستبدال المحطة الطرفية الحالية.
يتم استبدال المحطة الحالية ذات المسار 17 ب8 مسارات تحت الأرض من خلال المحطة، ومن المقرر أن تعبر المسارات الجديدة تحت الأرض في زوايا قائمة إلى الطرف الشمالي من المبنى القائم، سيتم هدم أجزاء من مبنى بول بوناتز التاريخي هوبتباهنهوف، ومنصات ومسارات النهج، والأراضي المباعة من أجل التنمية، وتشمل الخطط خطوطا سطحية وجوفية جديدة تربط المحطة في الوادي المركزي المغلق في شتوتغارت بالخطوط الموجودة، وسيقوم خط شتوتغارت - وندلينجن عالي السرعة الذي يمر عبر نفق جديد، وهو نفق فيلدر، بتوصيل هوبتباهنهوف بمحطة فيلدرانهوف الجديدة التي تخدم المطار ومعرض ميس التجاري ومنطقة فيلدرشتات، ثم يتصل الخط بخط ويندلينجن-أولم عالي السرعة المخطط له، سيتم نقل سايدينغس للنقل إلى محطة ونتيرتركهايم لمسح الأراضي لإعادة التطوير.
وفي 2 أبريل 2009، وقع الوزير - رئيس بادن فورتمبيرغ - غونتر أوتينغر، اتفاقية التمويل مع وزير النقل الألماني، وولفغانغ تيفينزي، وعضو مجلس إدارة شركة دويتشه بان ستيفان غاربر 
وفي 23 نوفمبر 2009، تبين أن البناء سيبدأ في فبراير 2010، بشرط ألا تتجاوز التكاليف الإجمالية 4.5 مليار يورو. تخطط شركة دي بي بروجيكتباو التابعة لشركة دي بي للمشروع نيابة عن دي بي نتز ودي بي ستاتيون وسيرفيس وهي الجهة المروجة لعملية الموافقة على التطوير.

## الجدل والمعارضة
لقد كان مشروع شتوتغارت 21 مسألة مثيرة للجدل بين السياسيين والسكان المحليين منذ أن اقترحت فكرة إنشاء محطة قطارات لمسافات طويلة - تعمل تحت المحطة الحالية - في منتصف الثمانينيات.
منذ أواخر عام 2006 كانت هناك مفاوضات بين دويتشه بان والحكومة الاتحادية، وحكومة بادن فورتمبيرغ ومدينة شتوتغارت على تقاسم تكاليف المشروع، وفي 28 يونيو 2007، عقد مؤتمر رفيع المستوى بين رئيس مجلس إدارة هارتموت مهدورن، ووزير المالية بادن فورتمبيرغ غيرهارد ستراتهاوس ورئيس بلدية شتوتغارت وولفغانغ شوستر، وفي الاجتماع، لم يتوصلوا إلى اتفاق بشأن توزيع تكاليف البناء.
في 19 تموز 2007 أعلنت الحكومة الاتحادية، ولاية بادن - فورتمبيرغ ودويتشه بان أن المشروع قد تمت الموافقة عليه، ومصادر التمويل المحددة هي كالآتي:
- دويتشه بان 1,115 مليون يورو
- دولة بادن فورتمبيرغ 685 مليون يورو
- الحكومة الاتحادية 500 مليون يورو

كما نص الاتفاق على زيادة محتملة تقدر ب 2.8 مليار يورو لتصل إلى مليار يورو، ووافقت بادن فورتمبيرغ على تمويل ما يصل إلى 780 مليون يورو ووافق دويتشه بان على تمويل ما يصل إلى 220 مليون يورو، ووفقا للبيان، سيتم استثمار ملياري يورو أيضا في السكك الحديدية إلى أولم، حيث تبلغ الميزانية الإجمالية 4.8 مليار يورو.
بعد فترة وجيزة من إعلان اتفاقية التمويل، سرعان ما أدان المعارضون السياسيون لولفغانغ شوستر وإدانة عمدة شتوتغارت للتراجع عن الوعد الذي تم التوصل إليه خلال انتخابات رؤساء البلديات لعام 2004 وسكان شتوتغارت لتقرير مصير شتوتغارت 21 إذا بلغت التكاليف الإضافية للمشروع أكثر من 200 مليون يورو، ولدى سماع الوعد في ذلك الوقت، سحب مرشح حزب الخضر الألماني بوريس بالمر ترشيحه لاقتراع الجولة الثانية، وأوصى بأن يدعم مؤيديه شوستر بدلا
من ذلك.
وفي أكتوبر 2007، بدأ تقديم عريضة ومظاهرات عامة برعاية أفراد من القطاع الخاص بدعم من حزب الخضر الألماني ومجموعة متنوعة من منظمات بيئية والمواطنين، وكان الهدف هو جمع 20 الف توقيع، وبالتالي إجبار السياسيين على تناول المسألة في استفتاء محلي، وقد اكتسب الالتماس 67 الف توقيع [بحاجة لمصدر]، ولكن بدأت الخلافات السياسية حول ما إذا كان يمكن البت في هذه المسألة من خلال استفتاء محلي في المقام الأول، وادعى خبراء قانونيون أنه نظرا لأن المشروع لا يمول إلا من خزائن شتوتغارت، فليس هناك خيار لمدينة شتوتغارت سوى اتخاذ القرار النهائي.

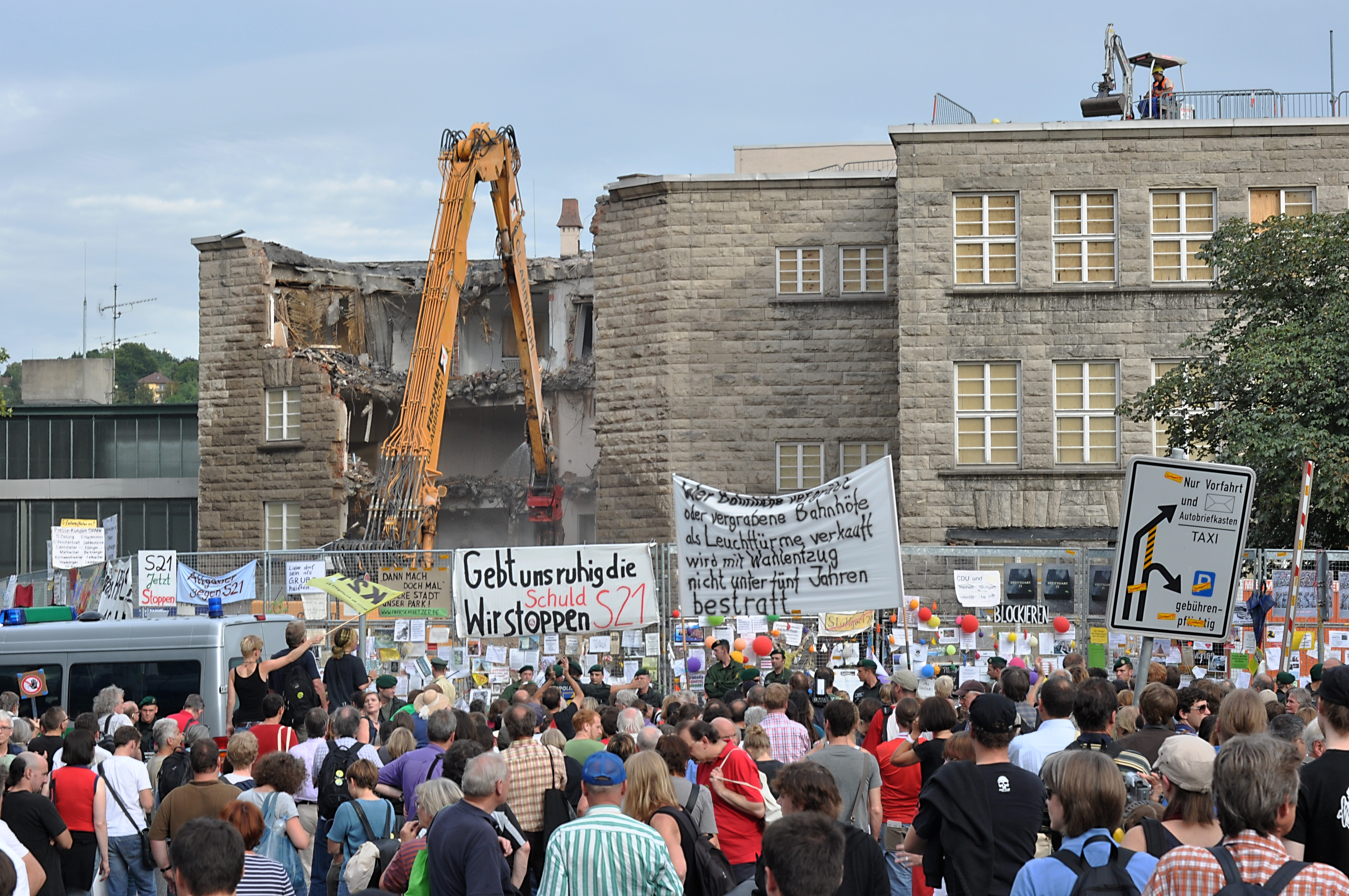
مظاهرة ضد هدم الجناح الشمالي في هوبتباهنهوف، حيث تقوم الآلات في الصورة بالهدم

وفي 11 أكتوبر 2008، ظهر حوالي 4000 مواطن من شتوتغارت ضد هدم الجناح الشمالي في هوبتباهنهوف، كانت هناك مظاهرات أسبوعية مساء يوم الاثنين، وفي 1 أكتوبر 2010، وقع أكبر احتجاج حتى الآن مع ما يقدر ب 100 الف شخص شاركوا في المظاهرة ضد المشروع  وتنظم الاحتجاجات، من بين أمور أخرى، وكمبادرة شعبية مع الفرع المحلي للحزب الأخضر والمنظمة البيئية بوند فور أومويلت أوند ناتورشوتز ديوتسكلاند، تقترح تجديد محطة السكك الحديدية الحالية، بما في ذلك إنشاء بعض السكك الحديدية الجديدة، ولكن مع احترام التراث الثقافي لهوبتباهنهوف والتراث الطبيعي لمتنزه سكلوسغارتن المتاخم إلا وهي حديقة باليس، القلعة القديمة لشتوتغارت، وقلعة نيو شتوتغارت من قبل نيكولاوس فريدريش فون ثوريت، هي جزء من الأرض الخضراء التي تربط المدينة الداخلية مع ضفاف نهر نيكار، خلال فترة البناء المقدرة لمدة 10 سنوات على الأقل، فإن المشروع قطع الاتصالات إلى مناطق الحديقة الأخرى في المدينة، والمعروفة باسم يو غرين بسبب شكلها على شكل حرف U.
وفي نوفمبر 2009، ذكر أعضاء المجلس الدولي للآثار والمواقع أن مبنى هوبتباهنهوف هو مبنى ذو نوعية استثنائية ينبغي الحفاظ على سلامته. ومنذ عام 2009، وقعت العديد من الاحتجاجات ضد المشروع المتنازع عليه، وفي سبتمبر 2010، أصيب مئات المتظاهرين عندما استخدمت الشرطة المياه ورذاذ الفلفل والهراوات ضد المتظاهرين.

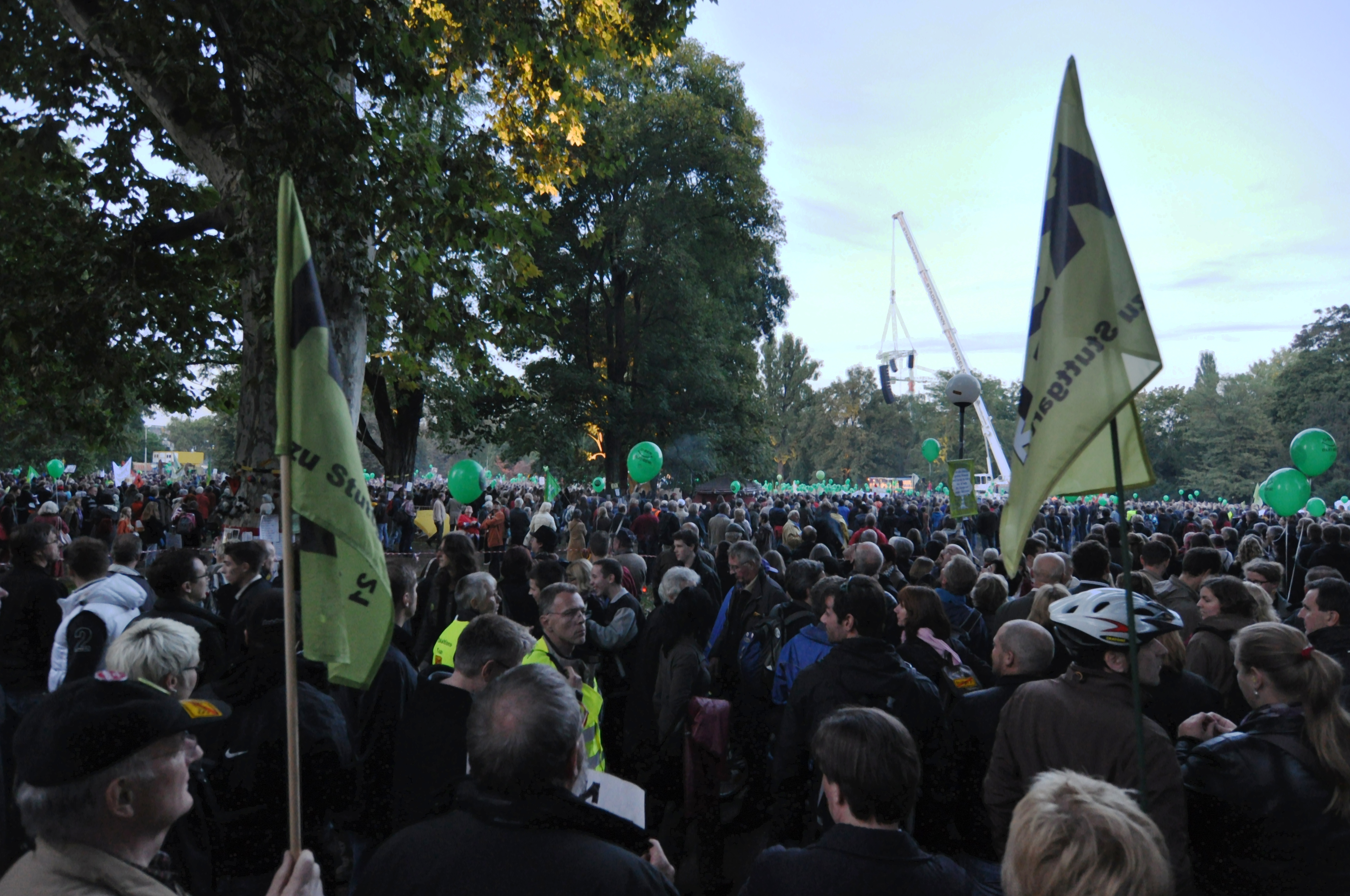
مظاهرة لخمسين ألف شخص ضد المشروع

في اليوم التالي، شارك أكثر من 50 الف شخص في أكبر مظاهرة ضد المشروع، وقبل ذلك التصعيد، أشار فري أوتو، أحد المهندسين المعماريين المسؤولين عن المشروع، إلى تقرير عام 2003 يدعو إلى وقف المشروع، قائلا إن الأرض في المنطقة غير مستقرة للغاية بالنسبة للأعمال تحت الأرض الكبيرة.
يشير بعض النقاد إلى أن تكلفة المشروع قد ترتفع إلى 18.7 مليار يورو. في 27 نوفمبر 2011، تم إجراء استفتاء لتقرير ما إذا كانت ولاية بادن فورتمبيرغ يجب أن توقف تمويل المشروع، وكان 58.8 في المائة من الاصوات يعارضون مثل هذا الانسحاب.
في حين أن البعض يعتبر هذا الدليل دليلا على أن الأغلبية تحبذ المشروع، فإن البعض الآخر يشير إلى أن هذا قد يكون مستحقا في بعض الأحيان للادعاءات المشكوك فيها التي طرحت قبل الاستفتاء، أن عواقب الانسحاب في نهاية المطاف قد تكون بالفعل أكثر تكلفة بكثير من إنجاز المشروع؛ فضلا عن حقيقة أن الصياغة قد تكون مضللة لبعض الناخبين (كان التصويت «نعم» كان لصالح الإنقاذ من المشروع، و «لا» لصالح تنفيذه).

## الآثار السياسية
وفقا لصحيفة دي فيلت الألمانية، في يونيو 2009 غيرت حزب الخضر ميزان القوى في مجلس المدينة كنتيجة مباشرة للإزعاج مع مشروع شتوتغارت 21 السكك الحديدية المثيرة للجدل، وشكل الانتصار الاغلبية الأولى في مدينة الالمان التي تضم أكثر من 500 الف نسمة، وهذا يعني خسارة فادحة لسدو، الذي كان يشغل أغلبية المقاعد في شتوتغارت بشكل مستمر منذ عام 1972 
في أغسطس 2010 كان مشروع شتوتغارت 21 قضية رئيسية في انتخابات الولاية التي أجريت في مارس 2011 وفي حين فاز الاتحاد الديمقراطي الكرواتي مرة أخرى بأكبر عدد من المقاعد في لاندتاغ بادن فورتمبيرغ، فقدوا حلفاء الحزب الديمقراطي الحر الكثير من المقاعد، بدلا من ذلك، حزب الأخضر يقود حكومة
ائتلافية مع الحزب الديمقراطي الاشتراكي. في انتخابات ولاية بادن فورتمبيرغ 2016 فاز الخضر بأغلبية نسبية.

## وصلات خارجية
- Official website of Stuttgart 21